# یادآوری‌های او
«یادآوری‌های او» (انگلیسی: Reminders of Him) یک فیلم درام و عاشقانه آمریکایی آماده اکران به کارگردانی ونسا کسویل برپایه فیلمنامه‌ای از کالین هوور و لورن لوین است. این فیلم بر اساس رمانی به همین نام نوشته هوور ساخته شده است. در این فیلم بازیگرانی همچون مایکا مونرو، تیریک ویثرز، رودی پنکو، لورن گراهام، برادلی وایتفورد و لینی ویلسون ایفای نقش می‌کنند.
در حال حاضر قرار است فیلم «یادآوری‌های او» در ۱۳ فوریه ۲۰۲۶ در ایالات متحده اکران شود.

## خلاصه داستان
کنا پس از زندان تلاش می‌کند تا دوباره با دختر خردسالش ارتباط برقرار کند، اما با مقاومت همه به جز صاحب یک بار که با فرزندش ارتباط دارد، مواجه می‌شود. همزمان با نزدیک‌تر شدن آنها، کنا باید با اشتباهات گذشته‌اش روبرو شود تا آینده‌ای امیدوارکننده بسازد.

## ساخت
فیلمبرداری در ۱۶ آوریل ۲۰۲۵ در کلگری آغاز شد.